# Paraloid B-72
Paraloid B-72 oder kurz B-72 ist ein von Rohm and Haas entwickeltes thermoplastisches Harz, das als Oberflächenbeschichtung und als Träger für Flexodruck-Tinte dient. Heute wird B-72 allgemein von Konservatoren als Klebstoff verwendet, insbesondere für die Konservierung und Restaurierung von Keramikobjekten, Glasobjekten, die Präparation von Fossilien, das Härten von Klavierhämmern, und kann ebenfalls zur Kennzeichnung von Ausstellungsstücken verwendet werden.

## Verwendung

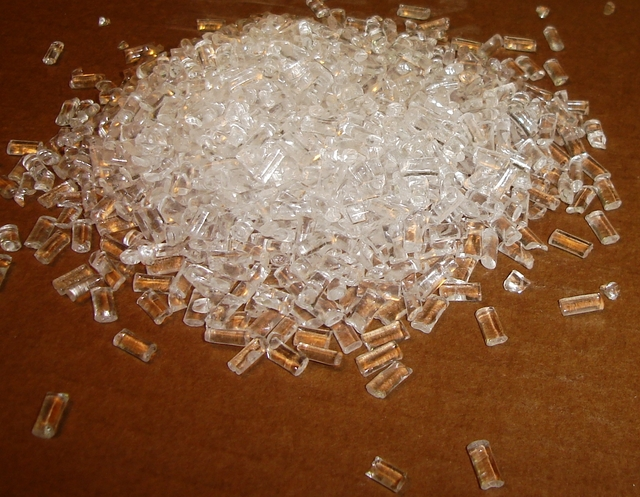
Paraloid B-72 in Pelletform

B-72 ist ein dauerhafter, nicht gelbfärbender Acrylklebstoff, der chemisch als Copolymer aus Ethylmethacrylat und Methylacrylat beschrieben werden kann. Er ist neben anderen Lösemitteln in Aceton, Ethanol, Toluol und Xylolen löslich.
Einer der wichtigsten Vorteile von B-72 ist seine gegenüber Polyvinylacetat größere Festigkeit und Härte, ohne dabei extrem spröde zu sein. Dieser Klebstoff ist elastischer als viele anderen typischerweise eingesetzten Klebstoffe und hält eine größere Belastung aus als die meisten. Die Hauptnachteile von Paraloid B-72 liegen in seiner Handhabung: Wie bei anderen acrylbasierten Klebstoffen ist es schwierig, ihn präzise anzuwenden.
Das geeignetste Lösemittel für B-72 ist Aceton. Dennoch werden häufig Lösungsmittelmischungen mit unterschiedlichen Verhältnissen von Aceton, Ethanol und Toluol verwendet, um die Arbeitszeit des Klebstoffes zu variieren und die Eigenschaften des resultierenden Harzes wie etwa die Härte und Elastizität leicht anzupassen. Im Gegensatz zu Cellulosenitrat benötigt B-72 keine Zusätze wie Weichmacher zum Aushärten. Verdampftes Kieselsol kann zur besseren Bearbeitbarkeit des Harzes hinzugefügt werden. Forschungen ergeben, dass das Kieselsol für eine bessere Verteilung der Belastung, die während der Verdunstung des Lösungsmittels und während des Einstellens des klebrigen Films auftritt, sorgt.
Wegen seiner Transparenz und Vielseitigkeit haben Konservatoren, geführt von Stephen Koob vom Corning Museum of Glass, kürzlich begonnen, B-72 als Füllmaterial in Glasobjekten zu nutzen.